# Ново-Крестьянка
Ново-Крестья́нка (каз. Жаңашаруа) — село у складі Алтайського району Східноказахстанської області Казахстану. Входить до складу Соловйовського сільського округу.
Населення — 155 осіб (2021; 376 у 2009, 499 у 1999, 537 у 1989).
Національний склад станом на 1989 рік:
- росіяни — 100 %

Станом на 1989 рік село називалось Новокрестьянка.